# 八日市市
八日市市（日语：／ Yōkaichi shi */?）是過去位於日本滋賀縣東部的城市，已於2005年2月11日與神崎郡永源寺町、五個莊町、愛知郡愛東町、湖東町合併為東近江市。

## 歷史
過去在令制國時代屬於近江國蒲生郡和神崎郡；在11世紀後，八日市地區逐漸發展為商業聚落，此區域也長期由六角氏所掌控。
在江戶時代大部分區域為幕府直屬及旗本，另有部分區域分屬仁正寺藩、仙台藩、淀藩、山上藩，而此地的幕府直屬領及旗本領則是由位於滋賀郡大津的大津奉行負責管理。
19世紀末明治維新後，原先的幕府直屬領及旗本領先後改隸屬大津裁判所及大津縣，其他原本屬於各藩的區域則在1871年實施廢藩置縣後，改隸屬西大路縣、淀縣、山上縣；不過在僅四個月之後的府縣整併中，原屬神崎郡區域被併入長濱縣，原屬蒲生郡的區域則被併入大津縣，此後兩縣在1872年10月整併為現在的滋賀縣。
1889年日本實施町村制，八日市市轄區在當時分屬平田村、市邊村、中野村、玉緒村、御園村、八日市町、建部村共七個行政區劃；1952年八日市町先後中野村合併，1954年再與其餘五個行政區劃合併為八日市市。
2005年八日市市與五個莊町、永源寺町、愛東町、湖東町合併為東近江市。

### 變遷表
| 1889年4月1日 | 1889年 - 1912年          | 1912年 - 1944年          | 1912年 - 1944年              | 1945年 - 1954年              | 1945年 - 1954年              | 1955年 - 1989年              | 1955年 - 1989年              | 1989年 - 現在                | 現在     |
| ------------ | ------------------------ | ------------------------ | ---------------------------- | ---------------------------- | ---------------------------- | ---------------------------- | ---------------------------- | ---------------------------- | -------- |
| 櫻川村       | 櫻川村                   | 櫻川村                   | 櫻川村                       | 櫻川村                       | 櫻川村                       | 1955年4月1日 合併為蒲生町    | 1955年4月1日 合併為蒲生町    | 2006年1月1日 併入東近江市    | 東近江市 |
| 朝日野村     |                          |                          |                              |                              |                              | 1955年4月1日 合併為蒲生町    | 1955年4月1日 合併為蒲生町    | 2006年1月1日 併入東近江市    | 東近江市 |
| 八條村       | 1894年6月5日 能登川村    | 1894年6月5日 能登川村    | 1942年2月11日 合併為能登川町 | 1942年2月11日 合併為能登川町 | 1942年2月11日 合併為能登川町 | 1942年2月11日 合併為能登川町 | 1942年2月11日 合併為能登川町 | 2006年1月1日 併入東近江市    | 東近江市 |
| 八條村       | 1894年6月5日 伊庭村      |                          | 1942年2月11日 合併為能登川町 | 1942年2月11日 合併為能登川町 | 1942年2月11日 合併為能登川町 | 1942年2月11日 合併為能登川町 | 1942年2月11日 合併為能登川町 | 2006年1月1日 併入東近江市    | 東近江市 |
| 八條村       | 1894年6月5日 五峰村      |                          | 1942年2月11日 合併為能登川町 | 1942年2月11日 合併為能登川町 | 1942年2月11日 合併為能登川町 | 1942年2月11日 合併為能登川町 | 1942年2月11日 合併為能登川町 | 2006年1月1日 併入東近江市    | 東近江市 |
| 八幡村       |                          |                          | 1942年2月11日 合併為能登川町 | 1942年2月11日 合併為能登川町 | 1942年2月11日 合併為能登川町 | 1942年2月11日 合併為能登川町 | 1942年2月11日 合併為能登川町 | 2006年1月1日 併入東近江市    | 東近江市 |
| 栗見村       | 1897年8月15日 栗見莊村。 | 1927年11月8日 併入八幡村 | 1942年2月11日 合併為能登川町 | 1942年2月11日 合併為能登川町 | 1942年2月11日 合併為能登川町 | 1942年2月11日 合併為能登川町 | 1942年2月11日 合併為能登川町 | 2006年1月1日 併入東近江市    | 東近江市 |
| 栗見村       | 栗見村                   |                          | 1942年2月11日 合併為能登川町 | 1942年2月11日 合併為能登川町 | 1942年2月11日 合併為能登川町 | 1942年2月11日 合併為能登川町 | 1942年2月11日 合併為能登川町 | 2006年1月1日 併入東近江市    | 東近江市 |
| 東五個莊村   | 1890年3月15日 更名為旭村 | 1890年3月15日 更名為旭村 | 1890年3月15日 更名為旭村     | 1890年3月15日 更名為旭村     | 1890年3月15日 更名為旭村     | 1955年1月1日 合併為五個莊町  | 1955年1月1日 合併為五個莊町  | 2005年2月11日 合併為東近江市 | 東近江市 |
| 南五個莊村   |                          |                          |                              |                              |                              | 1955年1月1日 合併為五個莊町  | 1955年1月1日 合併為五個莊町  | 2005年2月11日 合併為東近江市 | 東近江市 |
| 北五個莊村   |                          |                          |                              |                              |                              | 1955年1月1日 合併為五個莊町  | 1955年1月1日 合併為五個莊町  | 2005年2月11日 合併為東近江市 | 東近江市 |
| 市原村       | 市原村                   | 市原村                   | 市原村                       | 市原村                       | 市原村                       | 1955年4月1日 合併為永源寺町  | 1955年4月1日 合併為永源寺町  | 2005年2月11日 合併為東近江市 | 東近江市 |
| 山上村       | 山上村                   | 山上村                   | 1943年4月1日 合併為永源寺村  | 1943年4月1日 合併為永源寺村  | 1943年4月1日 合併為永源寺村  | 1955年4月1日 合併為永源寺町  | 1955年4月1日 合併為永源寺町  | 2005年2月11日 合併為東近江市 | 東近江市 |
| 東小椋村     | 東小椋村                 | 東小椋村                 | 1943年4月1日 合併為永源寺村  | 1943年4月1日 合併為永源寺村  | 1943年4月1日 合併為永源寺村  | 1955年4月1日 合併為永源寺町  | 1955年4月1日 合併為永源寺町  | 2005年2月11日 合併為東近江市 | 東近江市 |
| 東小椋村     | 1892年10月5日 高野村     |                          | 1943年4月1日 合併為永源寺村  | 1943年4月1日 合併為永源寺村  | 1943年4月1日 合併為永源寺村  | 1955年4月1日 合併為永源寺町  | 1955年4月1日 合併為永源寺町  | 2005年2月11日 合併為東近江市 | 東近江市 |
| 平田村       | 平田村                   | 平田村                   | 平田村                       | 平田村                       | 1954年8月15日 合併為八日市市 | 1954年8月15日 合併為八日市市 | 1954年8月15日 合併為八日市市 | 2005年2月11日 合併為東近江市 | 東近江市 |
| 市邊村       |                          |                          |                              |                              | 1954年8月15日 合併為八日市市 | 1954年8月15日 合併為八日市市 | 1954年8月15日 合併為八日市市 | 2005年2月11日 合併為東近江市 | 東近江市 |
| 玉緒村       |                          |                          |                              |                              | 1954年8月15日 合併為八日市市 | 1954年8月15日 合併為八日市市 | 1954年8月15日 合併為八日市市 | 2005年2月11日 合併為東近江市 | 東近江市 |
| 中野村       | 中野村                   | 中野村                   | 中野村                       | 1952年3月21日 八日市町       | 1954年8月15日 合併為八日市市 | 1954年8月15日 合併為八日市市 | 1954年8月15日 合併為八日市市 | 2005年2月11日 合併為東近江市 | 東近江市 |
| 八日市町     |                          |                          |                              | 1952年3月21日 八日市町       | 1954年8月15日 合併為八日市市 | 1954年8月15日 合併為八日市市 | 1954年8月15日 合併為八日市市 | 2005年2月11日 合併為東近江市 | 東近江市 |
| 御園村       |                          |                          |                              |                              | 1954年8月15日 合併為八日市市 | 1954年8月15日 合併為八日市市 | 1954年8月15日 合併為八日市市 | 2005年2月11日 合併為東近江市 | 東近江市 |
| 建部村       |                          |                          |                              |                              | 1954年8月15日 合併為八日市市 | 1954年8月15日 合併為八日市市 | 1954年8月15日 合併為八日市市 | 2005年2月11日 合併為東近江市 | 東近江市 |
| 西小椋村     | 西小椋村                 | 西小椋村                 | 西小椋村                     | 西小椋村                     | 西小椋村                     | 1955年2月11日 合併為愛東村   | 1971年2月11日 改制為愛東町   | 2005年2月11日 合併為東近江市 | 東近江市 |
| 角井村       |                          |                          |                              |                              |                              | 1955年2月11日 合併為愛東村   | 1971年2月11日 改制為愛東町   | 2005年2月11日 合併為東近江市 | 東近江市 |
| 東押立村     | 東押立村                 | 東押立村                 | 東押立村                     | 東押立村                     | 1954年11月3日 合併為湖東町   | 1954年11月3日 合併為湖東町   | 1954年11月3日 合併為湖東町   | 2005年2月11日 合併為東近江市 | 東近江市 |
| 西押立村     |                          |                          |                              |                              | 1954年11月3日 合併為湖東町   | 1954年11月3日 合併為湖東町   | 1954年11月3日 合併為湖東町   | 2005年2月11日 合併為東近江市 | 東近江市 |
| 豐椋村       |                          |                          |                              |                              | 1954年11月3日 合併為湖東町   | 1954年11月3日 合併為湖東町   | 1954年11月3日 合併為湖東町   | 2005年2月11日 合併為東近江市 | 東近江市 |

## 行政

### 歴任市長
| 屆         | 姓名         | 上任日期      | 卸任日期       | 備註                             |
| ---------- | ------------ | ------------- | -------------- | -------------------------------- |
| 1          | 山田治右衛門 | 1954年9月24日 | 1955年2月27日  | 原八日市町町長                   |
| 2          | 今宿次雄     | 1955年4月1日  | 1959年3月31日  |                                  |
| 3          | 山田平治     | 1959年4月1日  | 1963年3月31日  |                                  |
| 4          | 西澤久衛門   | 1963年4月30日 | 1967年4月29日  | 為配合統一地方選舉延後選舉及上任 |
| 5          | 西澤久衛門   | 1967年4月30日 | 1971年4月29日  |                                  |
| 6          | 武村正義     | 1971年4月30日 | 1974年10月15日 | 為參加滋賀縣知事選舉而辭職       |
| 7          | 山田正次郎   | 1974年12月1日 | 1978年11月30日 |                                  |
| 8          | 山田正次郎   | 1978年12月1日 | 1982年11月30日 |                                  |
| 9          | 望田宇三郎   | 1982年12月1日 | 1986年11月30日 |                                  |
| 10         | 望田宇三郎   | 1986年12月1日 | 1990年11月30日 |                                  |
| 11         | 望田宇三郎   | 1990年12月1日 | 1994年11月30日 |                                  |
| 12         | 中村功一     | 1994年12月1日 | 1998年11月30日 |                                  |
| 13         | 中村功一     | 1998年12月1日 | 2002年11月30日 |                                  |
| 14         | 中村功一     | 2002年12月1日 | 2005年2月10日  | 八日市市合併為東近江市           |
| 參考資料： |              |               |                |                                  |

## 交通

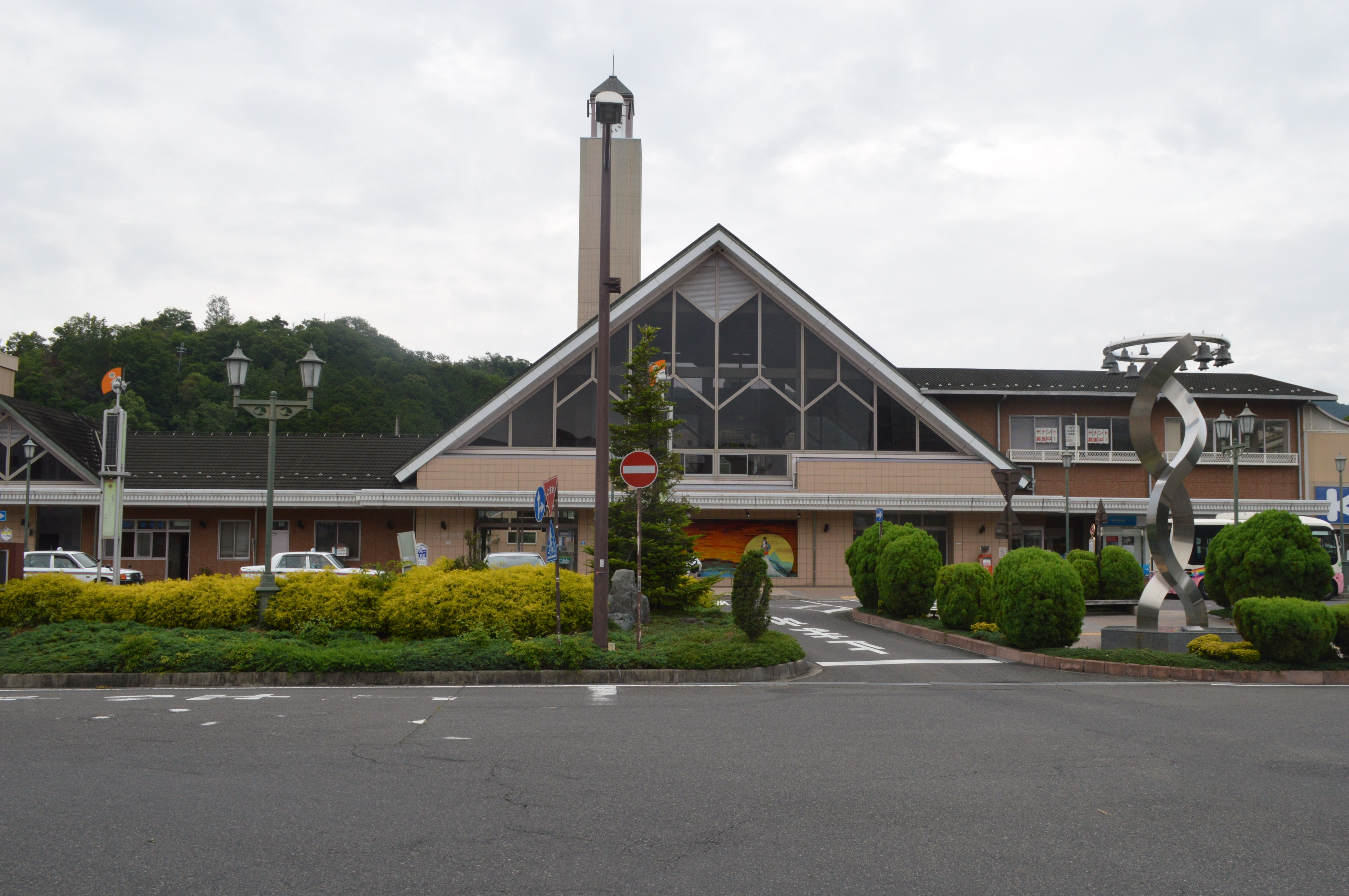
八日市車站

在轄區內有近江鐵道本线、八日市線及高速公路名神高速公路通過，八日市車站則是市內最主要的鐵路車站，可再經由近江鐵道巴士的客運路線轉往市內各地。八日市市在廢除前也是全滋賀縣內唯一沒有JR鐵路經過的城市。
市內過去在1914年至1945年期間大日本帝國陸軍曾在八日市地區設軍用的八日市飛行場，這也是滋賀縣內至今唯一曾經存在的機場。

### 鐵道
- 近江鐵道
  - 本线：（←五個莊町（日语：五個荘町）） - 河邊之森站 - 八日市站 - 長谷野站 - 大學前站 - （蒲生町（日语：蒲生町_(滋賀県)）→）
  - 八日市線：八日市站 - 新八日市站 - 太郎坊宮前站 - 市邊站 - 平田站 - （近江八幡市）

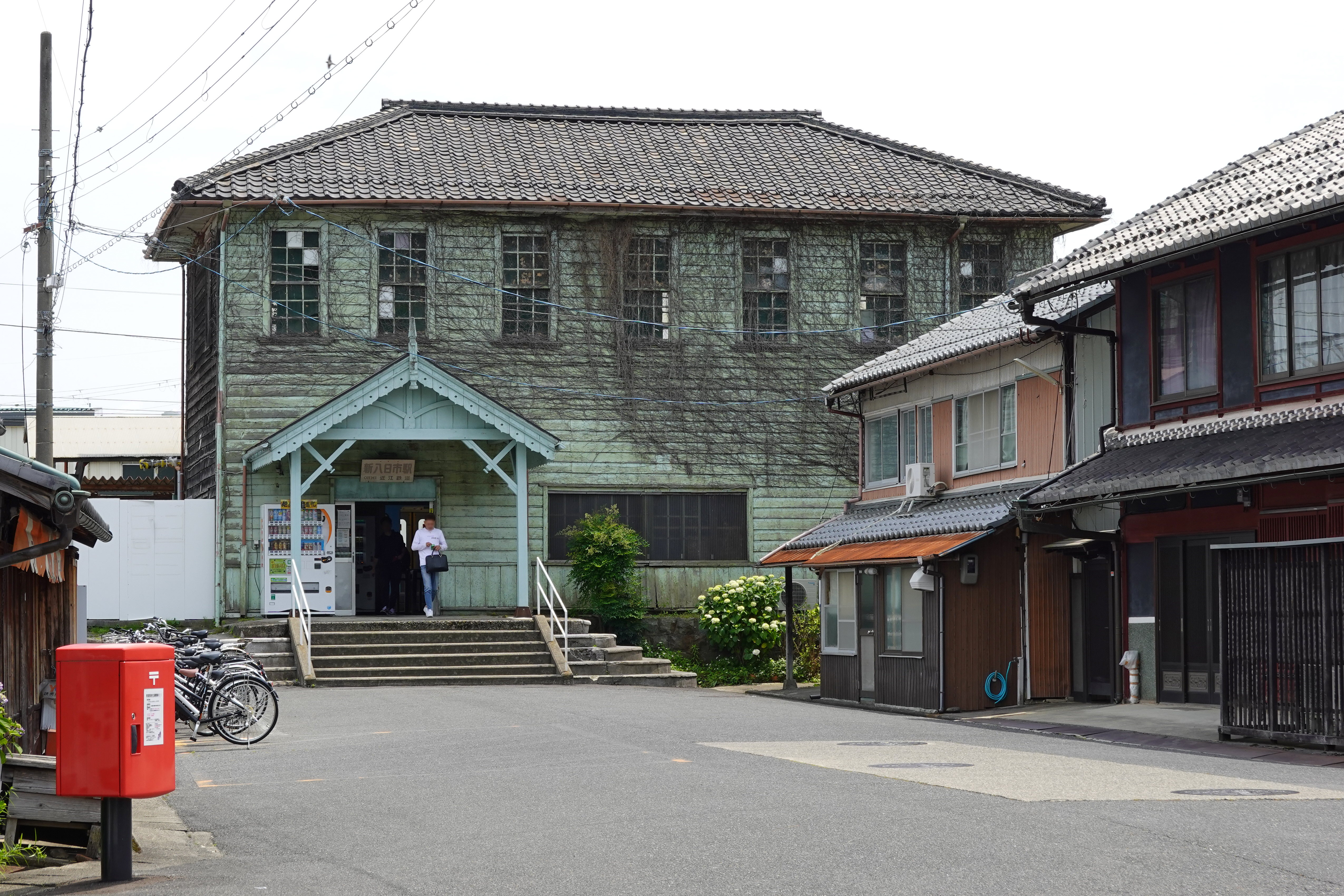
新八日市車站
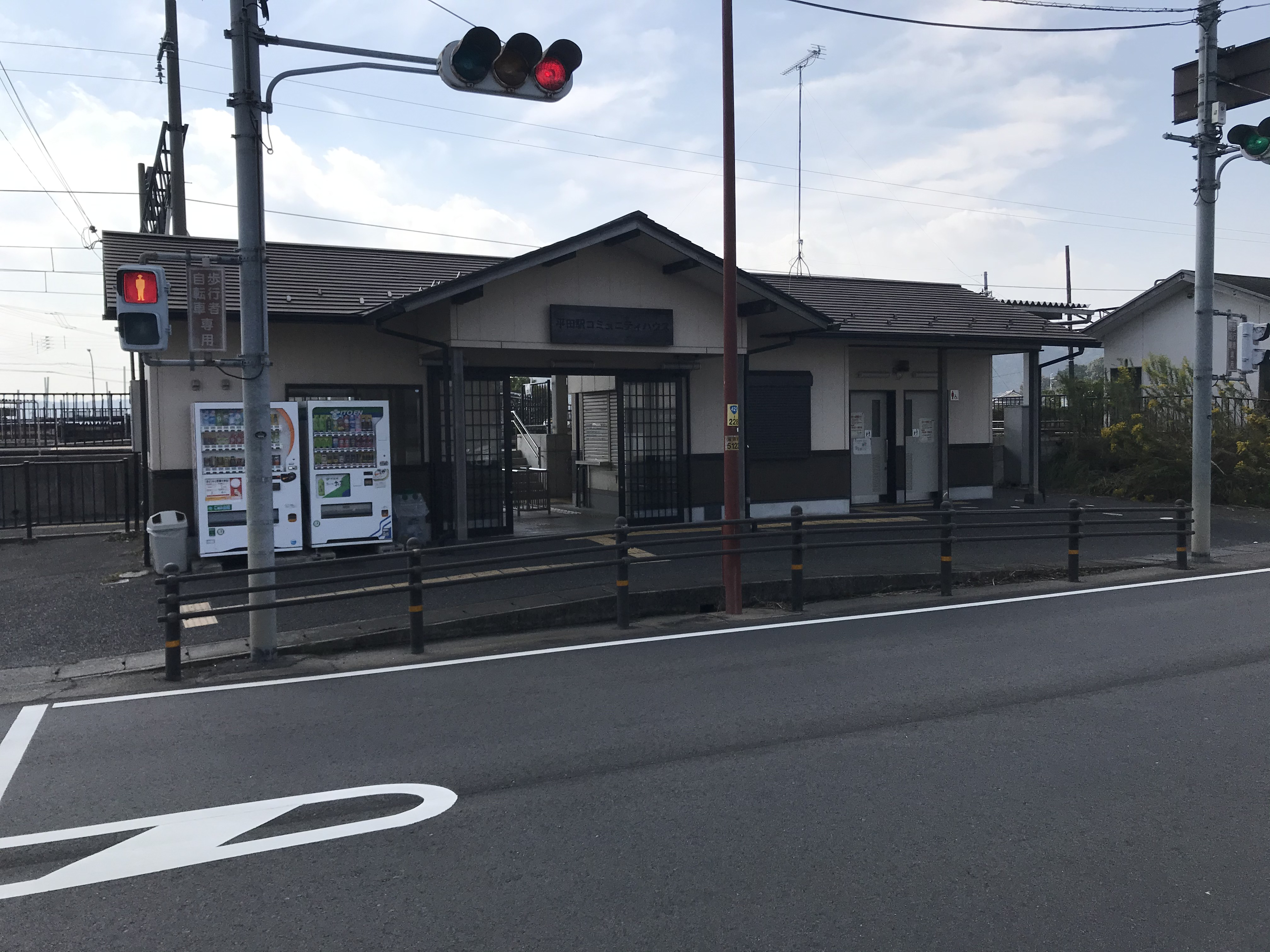
平田車站

### 公路
高速公路
- 名神高速公路：（愛東町） - 八日市交流道 - 黑丸休息區（日语：黒丸パーキングエリア） - （蒲生町（日语：蒲生町 (滋賀県)））

## 觀光資源

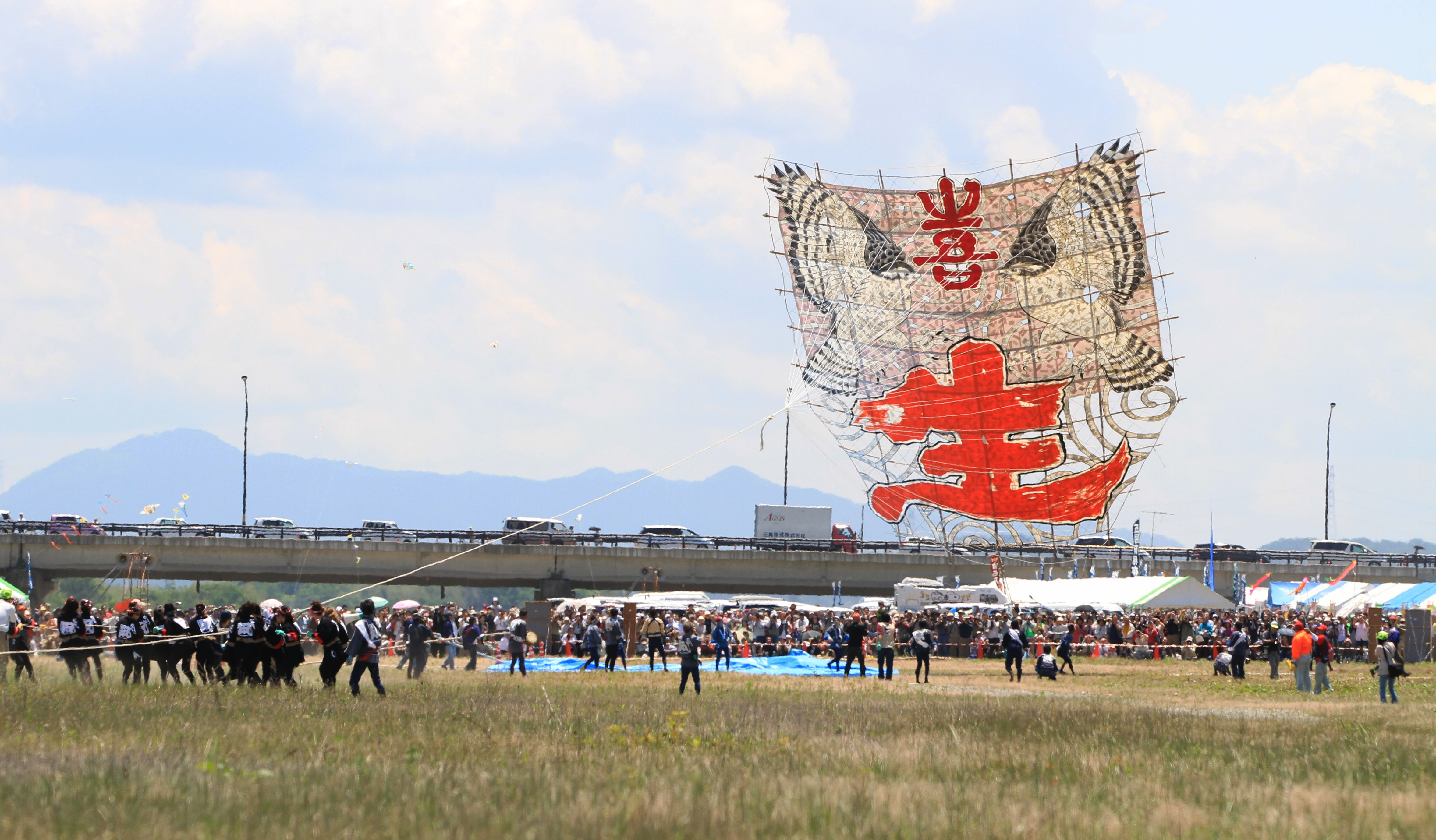
八日市大凧祭中施放的巨型風箏

過去每年八日市都會固定舉辦「八日市大凧祭」的大型風箏活動，其中會施放長13公尺、寬12公尺，重量達700公斤的巨型風箏。

## 姊妹、友好城市

### 國外
- 馬凱特（美國密歇根州馬凱特縣）
兩地於1979年締結為姊妹都市。[6]
兩地於1992年締結為姊妹都市。[6]
- 常德市（中國湖南省）
兩地於1994年締結為友好都市。[6]
- 統營市（韓國庆尚南道）
兩地於2001年締結為文化交流都市。[6]